# Felipe Parellada Mata
Felipe Parellada Mata (Geltrú, baut. 18 de enero de 1653 - Bañolas, 1 de julio de 1704) fue un compositor y maestro de capilla español.
No debe ser confundido con su padre, Felipe Parellada Alegret, que ocupó el mismo cargo de maestro de capilla de la Catedral de Gerona de 1664 a 1669. Existen numerosos textos que los consideran como un maestro de capilla llamado «Felipe Parellada» activo de 1664 a 1682.

## Vida
Felipe Parellada Mata nació en Geltrú, actualmente parte del municipio de Villanueva y Geltrú, el 18 de enero de 1653 en el seno de una familia de musical. Era hijo de María Mata Llanussa y Felipe Parellada Alegret, que sería posteriormente maestro de capilla de la Catedral de Gerona.
El 5 de septiembre de 1669 falleció su padre, Felipe Parellada Alegret, dejando a su viuda y sus hijos sin medios de subsistencia.

[...] morí mº Felip Parellada, Mestre de Capella de la Seu de Gerona, conffessá y rebé lo sagrament de la extrema Unció y no rebé lo Viathic per estar en sa malaltia frenetich. Fonc soterrat als set de dit mes de setembre en lo sementiri de la Seu.
[...] falleció monseñor Felipe Parellada, maestro de capilla de la Seo de Gerona, confesó y recibió el sacramento de la extrema unción y no recibió el viático por estar su enfermedad frenética. Fue enterrado el siete de dicho mes de septiembre en el cementerio de la Seo.
Libro de óbitos de la Catedral de Gerona, 5 de septiembre de 1669

A los 16 años Felipe Parellada Mata sustituyó a su padre como maestro de capilla de la Catedral de Gerona. Es de suponer que había estudiado música con su padre en la metropolitana gerundense.
Estuvo dirigiendo la capilla hasta el 23 de enero de 1682, cuando por dificultades surgidas con el grupo de clérigos, decidió dejar su puesto debido a la forma que tenían de cuidar a los niños cantores. Y renunció a su cargo durante el memorial del 23 de enero de 1682, donde se ofreció a cuidar de los escolares y seguir haciendo sus tareas hasta que llegara un sucesor. También solicitó si podía continuar en la capilla como elemento supernumerario. La corporación aceptó su propuesta e incluso le dejó seguir vistiendo sotana en algunas actuaciones en la catedral y le llamaron miembro del tribunal a las oposiciones del 14 de marzo de 1682 para elegir a su propio sucesor.
Parellada, que ya era sacerdote, ingresó en 1682 en el monasterio de San Esteban de Bañolas, donde está documentado entre 1689 y 1692. Entre 1695 y 1698 fue organista y maestro de capilla en su villa natal. Finalmente regresó al Monasterio de San Esteban, donde falleció el 1 de julio de 1704.

## Obra
Su obra se conserva en Manresa, Gerona y en Canet de Mar. Obras de Felipe Parellada en el IFMuC. 
Destaca sobre todo de su repertorio religioso, Quatro al Santísimo Sacramento, para 4 voces y un bajo continúo.